# عبد الكريم الدبان
عبد الكريم الدبان التكريتي (1910-1993)، مفتي وشغل منصب الإفتاء في الديار العراقية سابقا ومن أعلام العلماء المسلمين في العراق.

## حياته
ولد سنة 1910 في قضاء تكريت بمحافظة صلاح الدين من عائلة دينية معروفة، ويرتبط بعلاقات بأغلب العلماء العراقيين، ولهُ العديد من المؤلفات والكتب، ولقد درس العلوم الشرعية، والعربية، والعقلية، في تكريت وسامراء على العلماء الشيخ السيد داود بن سلمان التكريتي (ت: 1360 هـ)، والشيخ عبد الوهاب البدري (ت: 1371هـ)، والشيخ أحمد الراوي الرفاعي (ت: 1385هـ). 
حصل على الإجازة من  العلامة   البدري عام (1353هـ)، ومن التكريتي عام (1354هـ). م عمل مدرِّساً في مدارس التَفَيُّض الأهلية منذ عام (1358هـ-1938م) حتى إحالته على التقاعد عام (1393هـ-1973م)، ودرّس في بيته بعد تقاعده العلومَ الشرعيةَ والعربية للراغبين حسبة لوجه الله تعالى حتى وفاته.
من شعره الذي يصوِّر إقباله على العلم والتحصيل والمطالعة أيام الطلب قوله:
وكم ليلةٍ أحييتُ والناسُ نُوَّمٌ... أنادمُ فيها ما لنا القومُ خلَّفوا 
فيسحرني هذا الكتابُ بما حوى... ويغمرني بالطيفِ ذاك المصنفُ 
قال عنه الشيخ عبد الكريم المدرس رئيس رابطة العلماء في العراق: «أشهد بالله ما ترك بعده مثله في بابه». وقال: «لا يوجد في العراق نظيره». وأهدى له مرة كتابه (نور الإسلام) فكتب له عليه: «إلى نور قلبي الشيخ عبد الكريم الدبان أهدي نور الإسلام».
وكان الشيخ عبد الفتاح أبو غدة يحرص على زيارته إذا جاء إلى بغداد، وقد وصفه بأوصاف رفيعة منها قوله: «العلامة الجليل، والمحقِّق الأصولي النبيل، والداعي إلى الله بحالهِ ومقاله، وصالح أعماله، العابد الزاهد».

## وفاته
توفي في بغداد يوم الجمعة الموافق 7 مايس 1993م/ 16 ذو القعدة 1413هـ، ودفن في مقبرة الشيخ عبد القادر الكيلاني.

## مؤلفاته
ترك سبعة عشر مؤلفاً في التفسير، والحديث، والفقه، وأصول الفقه، والنحو، والصرف، والبلاغة، والأدب، والعروض، والتصوف، والمنطق. وهي هذه - مرتبة على تاريخ تأليفها -:
1. حاشية على شرح العضدية للدواني في علم الكلام.
2. رسالة في تعريف التصوف واشتقاق الصوفية. ط.
3. المجموعة النفيسة، وتضم ألف مـادة علمية وأدبية وتاريخية.
4. توضيح التلخيص في البلاغة العربية.
5. مجموعة فتاوى، نُشرت في مجلة التربية الإسلامية.
6. حاشية على شرح مختصر المنتهى في أصول الفقه.
7. العروض والقوافي، في أوزان الشعر العربي.
8. الشرح الجديد لجمع الجوامع في أصول الفقه أيضاً.
9. حول متن السُّلم وشرحه في المنطق.
10. رسالة في علم الصرف.
11. رسالة في الفرائض والمواريث.
12. مُلخص «نصب الراية» في الحديث النبوي.
13. رسالة في الأوراق النقدية.
14. رسالة في التفسير على صورة أسئلة وأجوبة. ط
15. توضيح قطر الندى في النحو. ط
16. رسالة في القات والقهوة والدخان.
17. حواشي «البهجة المرضية» للسيوطي في النحو أيضاً. فرغ منه في سنة وفاته.[2]

## دراسات كتبت عنه
- بحث بعنوان: «الفكر المنهجي في مؤلفات الشيخ عبد الكريم الدبان» للأستاذ الدكتور غانم قَدُّوري الحمَد  قدّمه إلى «الندوة العلمية» التي أقامتها جامعة تكريت عن الشيخ في اليومين (2-3) من ذي العقدة عام (1422 هـ). ونشر في مجلة الأحمدية، العدد (17) الصادر في جمادى الأولى سنة 1425هـ- يونيو 2004م ص 187-216. نشر «رسالة في تعريف التصوف» في القاهرة، و«رسالة في التفسير»، و«توضيح قطر الندى» في دبي، وصدرُ ثماني رسائل للشيخ جُمِعَت في مجلد واحد، في عمّان.[3]